# 털시 개버드
털시 개버드(영어: Tulsi Gabbard, 1981년 4월 12일 ~ )는 미국령 사모아에서 출생하여 하와이에서 성장한 무소속의 정치인이다. 2002년 미국 역사상 최연소인 21세의 나이로 주 하원의원에 당선되어, 하와이주 하원의원을 지냈다. 2012년부터 미국 하원 의원으로 재임하고 있다. 현 미국 하원 원내총무 자리에 있다. 사상 최초의 힌두교도 미국 연방 의원이자, 사상 최초의 사모아계 연방하원의원이며, 사상 최초의 참전용사 여성 의원이다.
2003년 이래로 주(州) 방위군 일원으로 복무 중이다. 2004-2005년 이라크 야전병원, 2008-2009년 쿠웨이트에 복무하였으며, 훈장을 받기도 했다. 육군 소령 계급을 가진 현역군인이다.
2019년 1월 민주당 대선후보 경선 출마 의사를 밝혔다. 의료보험과 형사 사법 개혁, 기후변화 등을 주요 공약으로 내세웠다.
2022년 10월, 개버드는 외교 정책과 사회적 문제들에 대한 민주당의 입장이 그녀가 민주당을 떠나는 주요 이유라고 하면서 민주당에서 탈당하고, 현재 무소속 의원이다. 그리고 그는 2022년 중간 선거에서 다수의 공화당 후보들을 지지했다.
2024년 8월, 개버드는 국가방위군협회 총회에서 연설하면서 2024년 미국 대선에서 도널드 트럼프 전 대통령을 지지했다. 이후 개버드는 트럼프의 2024년 대통령직 인수팀 명예 공동의장이 되었다. 2024년 11월, 트럼프는 개버드를 자신의 두 번째 임기 동안 미국 국가정보장실을 이끌 국가정보국장으로 임명했다.

## 어린 시절
아버지 마이크 개버드는 하와이주 상원의원, 어머니 캐롤은 전 교육위원회 위원이다.

## 미국 하원의원
2016년 하원 선거에서 81%의 득표율로 공화당 후보 안젤라 카아이후에(Angela Kaaihue)에 압승했다.

## 민주당 대통령 경선 캠페인
- 구글과의 소송 : 2019년 7월 개버드는 구글을 상대로 5천만 달러의 손해배상 소송을 로스앤젤레스 연방지방법원에 냈다. 선거위원회인 '털시 나우'는 구글이 캠페인 광고 계정을 차단하여 후원금 모금과 유권자들 접촉이 제한되었다고 주장했다. 구글 측은 특정 광고 계정에 조회 수가 급증하거나 비정상 동작이 감지됐을 때 사기 사이트 여부를 가리기 위해 서비스가 일시 중단될 수 있다고 해명했다.[4]

- 군사훈련 참가로 인한 캠페인 일시중단 : 2019년 8월 하와이주 방위군으로서 인도네시아에서 열릴 합동 군사훈련에 참여하기 위해 2주간 경선 캠페인을 중단할 것이라고 밝혔다.[5]

## 정치적 입장
- 대북 정책 : 2018년 5월 툴시 가버드 의원은 하원 외교위원회 아시아태평양 소위원장인 테드 요호 (Ted Yoho) 의원(플로리다주, 공화당)과 함께 여야가 초당적으로 '한반도에 대한 대통령의 외교 노력을 지지한다'는 제목의 결의안을 하원에 제출했다.[6]

- 고립주의 : 미군의 분쟁지역 개입에 반대하는 입장이다.

- 미국-시리아 관계 : 오바마 정부가 시리아 바샤르 알아사드 정권의 퇴진을 요구하는 정책을 비판하며, 알-아사드 정권이 미국의 국익에 도움이 될 수 있다고 주장했다.[7]

- 미국-북한 관계 :
  - 2013년 7월 미국 하원에서 열린 북한 관련 토론회에서 개버드는 북한 도발 - 위기 고조 - 대화와 지원으로 이어지는 대북 협상 악순환의 고리를 끊어야 하며, 그가 공동발의한 '북한제재이행법안'의 필요성을 강조했다.[8]
  - 2018년 하와이 미사일 경보 이후 가진 인터뷰에서 핵 위협 제거의 필요성을 강조하며, 트럼프 대통령이 전제조건 없이 김정은 북한 노동 위원장과 만나 긴장을 완화할 필요가 있다고 주장했다. 또한 북한이 대화 테이블에 나서기 전 핵무기를 포기해야한다는 조건은 '비현실적'이라는 입장을 내놓았다.[9]

- 버니 샌더스 공개지지 : 2016년 민주당 대선후보 경선에서 버니 샌더스를 지지선언한 현역 연방의원 5명 중 1명이다. 지지를 선언하기 위해 민주당전국위원회(DNC) 부위원장에서 사퇴했다. 2016년 3월 민주당 대선후보 경선 개표장에서 샌더스의 지지연설을 한 바 있다.[10]

## 개인적 활동
- 암호 화폐 : 미국 입법부에 올린 재무공개내역에 따르면, 털시 개버드는 미화 1천 - 1천5백 달러 가량의 이더리움과 라이트코인을 2018년 12월 이래 보유하고 있다. 이는 로버트 굿랫 (Robert Goodlatte, 버지니아주, 미국 공화당) 연방 하원의원 및 국회 사법위원장에 이어 미국 연방 의원으로는 두번째로 암호화폐 투자 내역을 공개한 것이다.[11]

## 역대 선거 결과
| 선거명      | 직책명                       | 대수  | 정당   | 1차 득표율 | 1차 득표수 | 2차 득표율 | 2차 득표수 | 결과 | 당락                   |
| ----------- | ---------------------------- | ----- | ------ | ---------- | ---------- | ---------- | ---------- | ---- | ---------------------- |
| 2002년 선거 | 하원의원 (하와이 제42선거구) | 22대  | 민주당 | 64.87%     | 3,106표    |            |            | 1위  | 하와이 주의원 당선     |
| 2010년 선거 | 시의원 (호놀룰루 제6선거구)  | 15대  | 무소속 | 32.97%     | 6,088표    | 58.50%     | 5,060표    | 1위  | 호놀룰루 시의원 당선   |
| 2012년 선거 | 하원의원 (하와이 제2선거구)  | 113대 | 민주당 | 80.54%     | 168,503표  |            |            | 1위  | 하와이주 하원의원 당선 |
| 2014년 선거 | 하원의원 (하와이 제2선거구)  | 114대 | 민주당 | 78.75%     | 142,010표  |            |            | 1위  | 하와이주 하원의원 당선 |
| 2016년 선거 | 하원의원 (하와이 제2선거구)  | 115대 | 민주당 | 81.16%     | 170,848표  |            |            | 1위  | 하와이주 하원의원 당선 |
| 2018년 선거 | 하원의원 (하와이 제2선거구)  | 116대 | 민주당 | 77.36%     | 153,271표  |            |            | 1위  | 하와이주 하원의원 당선 |

## 참고 자료
- 위키미디어 공용에 털시 개버드 관련 미디어 분류가 있습니다.
- 미국 의원 인물 소개 보관됨 2017-03-16 - 웨이백 머신
- 털시 개버드 - X
- 털시 개버드 - 페이스북